# The OF Tape Vol. 2
The OF Tape Vol. 2 – pierwszy studyjny album amerykańskiego zespołu hip-hopowego Odd Future, który został wydany 20 marca 2012 roku. Wydawnictwo ukazało się nakładem niezależnej wytwórni Odd Future Records.
Tytuł był kontynuacją mixtape'u z 2008 roku – The Odd Future Tape. Album zawierał 18 premierowych utworów, na których wystąpili wszyscy członkowie grupy. W Stanach Zjednoczonych materiał zadebiutował na 5. miejscu listy sprzedaży Billboard 200, sprzedając się w ilości 40 000 egzemplarzy. Do 17 maja 2012 r. w USA sprzedano ponad 71 000 sztuk.

## Lista utworów
| Nr  | Tytuł utworu       | Wykonawca | Kompozytor                       | Długość |
| --- | ------------------ | --- | -------------------------------- | ------- |
| 1.  | „Hi.”              | L-Boy | Tyler, the Creator               | 1:26    |
| 2.  | „Bitches”          | Domo Genesis & Hodgy Beats | Left Brain                       | 3:21    |
| 3.  | „NY (Ned Flander)” | Hodgy Beats & Tyler, the Creator | Tyler, the Creator               | 2:39    |
| 4.  | „Ya Know”          | Matt Martians & Syd tha Kyd | The Super 3                      | 4:01    |
| 5.  | „Forest Green”     | Mike G | Left Brain                       | 3:04    |
| 6.  | „Lean”             | Hodgy Beats, Domo Genesis & L-Boy | Left Brain                       | 2:35    |
| 7.  | „Analog 2”         | Tyler, the Creator, Frank Ocean & Syd tha Kyd                                                                                              | Tyler, the Creator               | 4:36    |
| 8.  | „50”               | MellowHype | Left Brain                       | 3:19    |
| 9.  | „Snow White”       | Hodgy Beats & Frank Ocean | Left Brain                       | 2:27    |
| 10. | „Rella”            | Hodgy Beats, Domo Genesis & Tyler, the Creator                                                                                             | Left Brain                       | 3:11    |
| 11. | „Real Bitch”       | Hodgy Beats, Left Brain & Taco | Left Brain                       | 3:25    |
| 12. | „P”                | Hodgy Beats & Tyler, the Creator | Tyler, the Creator               | 3:16    |
| 13. | „White”            | Frank Ocean | Frank Ocean & Tyler, the Creator | 2:03    |
| 14. | „Hcapd”            | Domo Genesis, Hodgy Beats & Tyler, the Creator                                                                                             | Left Brain                       | 3:41    |
| 15. | „Sam (Is Dead)”    | Domo Genesis & Tyler, the Creator | Tyler, the Creator               | 3:22    |
| 16. | „Doms”             | Tyler, the Creator & Domo Genesis | Tyler, the Creator               | 3:13    |
| 17. | „We Got Bitches”   | L-Boy, Taco, Jasper Dolphin & Tyler, the Creator                                                                                           | Tyler, the Creator               | 3:19    |
| 18. | „Oldie”            | Taco, Tyler, the Creator, Hodgy Beats, Left Brain, Mike G, Domo Genesis, Frank Ocean, Jasper Dolphin, Earl Sweatshirt & Tyler, the Creator | Tyler, the Creator               | 10:36   |
|     |                    | |                                  | 1:03:34 |